# Acorde substituto
Os acordes substitutos são aqueles que substituem acordes principais de uma tonalidade. Em tonalidades maiores e menores, os acordes principais são aqueles formados sobre o primeiro grau (tônica), quarto grau (subdominante) e quinto grau (dominante). Esses acordes podem ser substituídos por outros que mantêm a mesma função do acorde principal de origem. Em outras palavras, os acordes substitutos devem manter a função de tônica, subdominante ou dominante. Há duas categorias principais de acordes substitutos:
- Acordes substitutos diatônicos: são aqueles que pertencem à tonalidade de origem, isto é, não acrescentam notas alteradas; são os acordes formados sobre o 2º, 3º, 6º e 7º graus.
- Acordes substitutos cromáticos: são aqueles em que pelo menos uma de suas notas são alteradas em relação à tonalidade onde são empregados. [1] [2]